# Albrecht Berblinger
Albrecht Ludwig Berblinger (Ulm, 24 de junho de 1770 — Ulm, 28 de janeiro de 1829), também conhecido como  o Alfaiate de Ulm, é famoso por ter construído uma aeronave (máquina de voar), presumivelmente algo como uma asa-delta.

## Juventude
Berblinger foi o sétimo filho de uma família pobre. Aos 13 anos, com a morte de seu pai, ele foi encaminhado a um orfanato. Lá foi obrigado a aprender o ofício de alfaiate, embora quisesse ser um relojoeiro. Aos 21 anos ele se tornou um mestre-alfaiate, mas seu maior interesse continuava sendo a mecânica. Nos seus tempos livres em 1808 inventou uma prótese de membro humano, com juntas.

## Tentativas de voo
A mais importante invenção de Berblinger foi uma asa delta, um planador, que ele supunha que o faria voar. Trabalhou nisso por anos, sempre melhorando seu dispositivo e oibservando o voo das corujas. As pessoas riram dele e ele foi ainda ameaçado de expulsão da sua guilda de artesãos. Berblinger investiu todos seus ganhos e seus bens nesse projeto. O Rei Frederico I de Württemberg se interessou pelo seu trabalho e o premiou com vinte luíses.
A primeira demonstração da capacidade de voar desse planador foi ao entardecer de 30 de maio de 1811 na presença do Rei Frederico I, de seus três filhos e do príncipe coroado da Baviera. O Rei e uma grande quantidade de cidadãos esperaram em vão pelo voo. Berblinger cancelou o evento alegando que o equipamento de voo estava danificado. No dia seguinte, 31 de Maio, houve uma segunda tentativa numa locação mais alta da cidade, o Adlerbastei (Bastião das Águias). Essa estrutura não mais existe, mas há uma placa comemorativa nas margens do Rio Danúbio na Neue Strasse pouco adiante da Dreifaltigkeitskirche (Igreja da Santíssima Trindade).
O Rei não ficara para assistir ao teste, mas seu irmão Duque Heinrich e os príncipes aguardaram para ver o vo. Berblinger esperou tanto tempo por um bom e favorável vento, que um policial terminou por empurrá-lo, fazendo com que o inventor caísse no Danúbio. Outras versões dão conta de que não houve um policial e informam que a diferença de temperatura sobre o frio das águas do Danúbio limitou os ventos ascendentes e assim o planador não pode subir, nem se manter em voo.
O inventor sobreviveu, tendo sido salvo por um pescador. Sua reputação ficou totalmente arruinada com o sofrível resultado. Tinha 58 anos quando morreu num Hospital em Ulm.

## Reconhecimento
- Uma reconstrução do dispositivo de voo de Berblinger, na forma de um para de asas, pode ser vista na "Rathaus" (Prefeitura)  de Ulm (City Hall) suspenso no alto de um poço de escadaria próximo ao Standesamt (registro civil) onde os casamentos são celebrados. Há outra réplica desse planador no andar térreo do prédio B da Fachhochschule"" (Universidade de Ciência Aplicada") de Ulm.

- Em 1986 foi demonstrado que o planador de Berblinger seria capaz de sustentar um voo, mas que seria praticamente impossível, mesmo como os melhores e mais modernod planadores, cruzar o rio Danúbio nas condiçõs daquele voo.

- Bertolt Brecht escreve uma balada sobre Berblinger em 1934